# دیدبان هلسینکی
دیدبان هلسینکی (انگلیسی: Helsinki Watch) یک سازمان خصوصی مردم‌نهاد (ان‌جی‌او) آمریکایی است که توسط رابرت لوئیس برنستین بنیاد گذاشته شد. این سازمان مردم نهاد در سال ۱۹۷۸ برای نظارت بر منطبق شدن اتحاد جماهیر شوروی با پیمان ۱۹۷۵ هلسینکی طراحی شده بود. اما در ادامه دیدبان هلسینکی برای پوشش رسانه‌ای دادن به نقض حقوق بشر توسط دولت‌ها و مستند ساختن آن‌ها گسترش پیدا کرد. دیدبان هلسینکی از زمان آغاز کار خود، چندین کمیته دیدبان دیگر را برای نظارت بر حقوق بشر در سایر بخش‌های جهان ایجاد کرده‌است. در سال ۱۹۸۸، دیدبان هلسینکی و سایر کمیته‌های دیدبان در هم ترکیب شدند تا دیده‌بان حقوق بشر را شکل دهند.